# Nothomiza basisparsa
Nothomiza basisparsa là một loài bướm đêm trong họ Geometridae.